# Conrad Gessner
Conrad Gessner (Konrad Gessner, Conrad Geßner, Conrad von Gesner, Conradus Gesnerus, Conrad Gesner; 26 de març de 1516 – 13 de desembre de 1565) va ser un zoòleg, botànic i bibliògraf suís. El seu llibre en 6 volums Historiae animalium (1551–1558) es considera l'inici de la moderna zoologia, i el gènere de plantes Gesneria (dins la família Gesneriaceae) reben aquest nom en honor seu. També és un dels pioners de la bibliografia moderna, autor de la primera bibliografia universal d'impresos.
La seva abreujatura com a botànic és: Gesner.
Nasqué i es va educar a Zúric, el seu pare va morir en la batalla de Kappel (1531), i ell va quedar en mala posició econòmica. El seu mestre, Oswald Myconius, i Heinrich Bullinger el van ajudar a continuar els estudis a les universitats d'Estrasburg i Bruges (1532-33); a París trobà ajuda en la persona de Job Steiger que era de Berna.

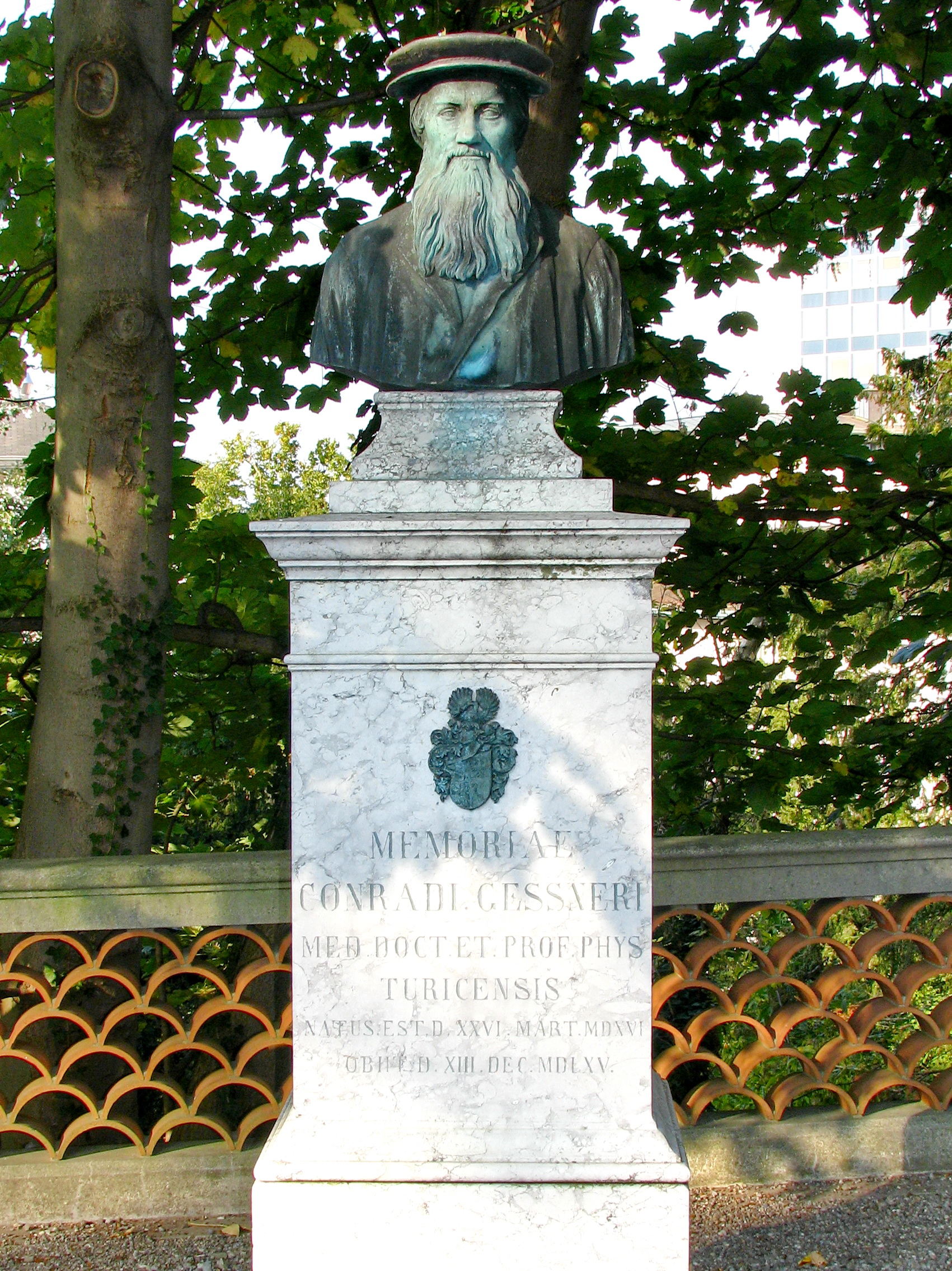
Memorial de Conrad Gessner al jardí botànic de Zuric

El 1537 va passar a ser professor de grec a la nova acadèmia de Lausana. Allí es pogué dedicar especialment a la botànica. El 1540-41 visità la famosa Facultat de Medicina de Montpeller, es doctorà en medicina (1541) a Basilea i la practicà a Zuric. Publicà llavors algunes obres botàniques: Enchiridion historiae plantarum (1541) i el Catalogus plantarum (1542) en quatre idiomes.
La seva obra de zoologia més important Historiae animalium, aparegué n 4 volums. (quadrúpedes, ocells, peixos) folio, 1551–1558, a Zuric, un cinquè sobre les serps) aparegué el 1587 (hi ha una versió en alemany dels 4 volums titulada Thierbuch., Zuric, 1563): Gessner va ser el primer a descriure la rata marró i el porc de Guinea a Europa. L'any 1551 va ser el primer a descriure el teixit adipós; i en 1565 qui dona el primer testimoni del llapis.
En el seu temps hi havia conflictes religiosos i el papa de Roma Pau VI digué que les conviccions religioses protestants) de Gessner contaminaven tota la seva obra i per això van ser incloses en l'índex de llibres prohibits per als catòlics romans Index Librorum Prohibitorum.
Recopilà una bibliografia que volia citar tots els llibres impresos fins al moment a tot Europa i escrits en llatí, grec i hebreu: la Bibliotheca universalis (Zuric: C. Froschauer, 1545-1549). Cita uns deu mil llibres de mil vuit-cents autors, ordenats pel nom de l'autor. Un dels volums, Pandectarum sive Partitionum universalium Conradi Gesneri dona una classificació temàtica multidisciplinària que va tenir gran influència en altre classificacions posteriors, com la de Francis Bacon.
La darrera obra va ser una enciclopèdia de la teologia (1549), un llibre sobre la seva obra mèdica mai es va acabar.
Gessner també va ser un lingüista i el 1555 publicà el llibre sobre aquest tema Mithridates de differentis linguis, sobre 130 idiomes. Va ser ennoblit i un any després morí de la pesta bubònica.

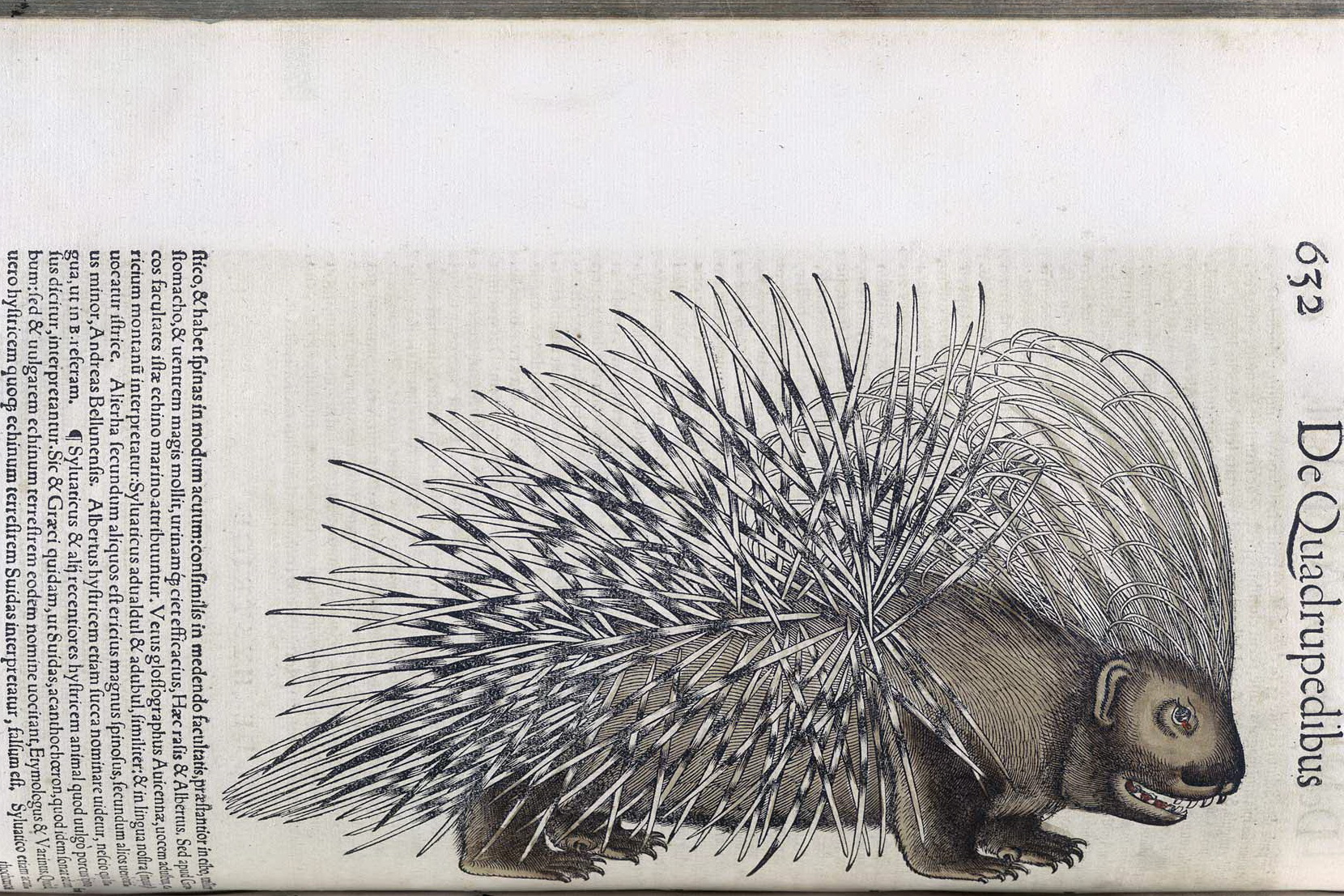
Porc espí, del primer volum de Historiae animalium (Zuric, 1551)

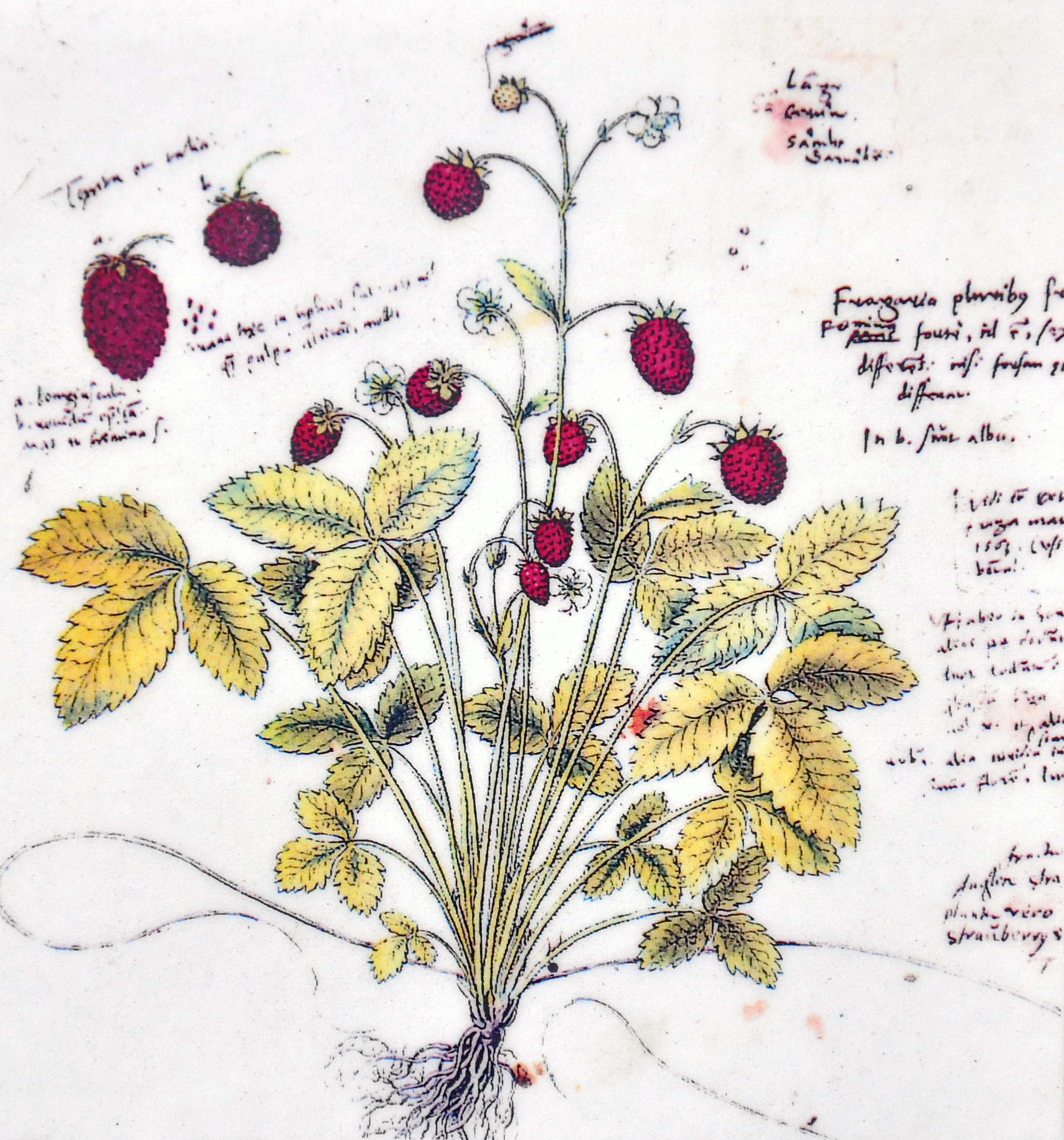
Fragaria vesca a Conradi Gesneri Historia plantarum'

Entre els seus amics es trobaven John Caius, metge de la cort anglesa dels Tudors i segon fundador del Gonville and Caius College, Cambridge. A més Gessner va ser alpinista (per sota del nivell de les neus perpètues) i volgué pujar a una muntanya cada any no només per recollir plantes sinó per fer exercici. El 1555 escriví Descriptio Montis Fracti sive Montis Pilati sobre la seva excursió al mont Gnepfstein (1920 m), de la serralada Pilatus.
La resta dels seus llibres sobre botànica no van ser publicats fins molts anys després a Nuremberg, 1751–1771, (2 volums. foli). També de manera pòstuma es publicà Insectorum, sive, Minimorum animalium theatrum o Teatre dels Insectes, escrita conjuntament amb Edward Wotton, Thomas Muffet i Thomas Penny.
Gessner està representat en els bitllets de banc (francs suïssos) emesos des de 1978 a 1994.